# ヘンリー・バーバー (初代準男爵)

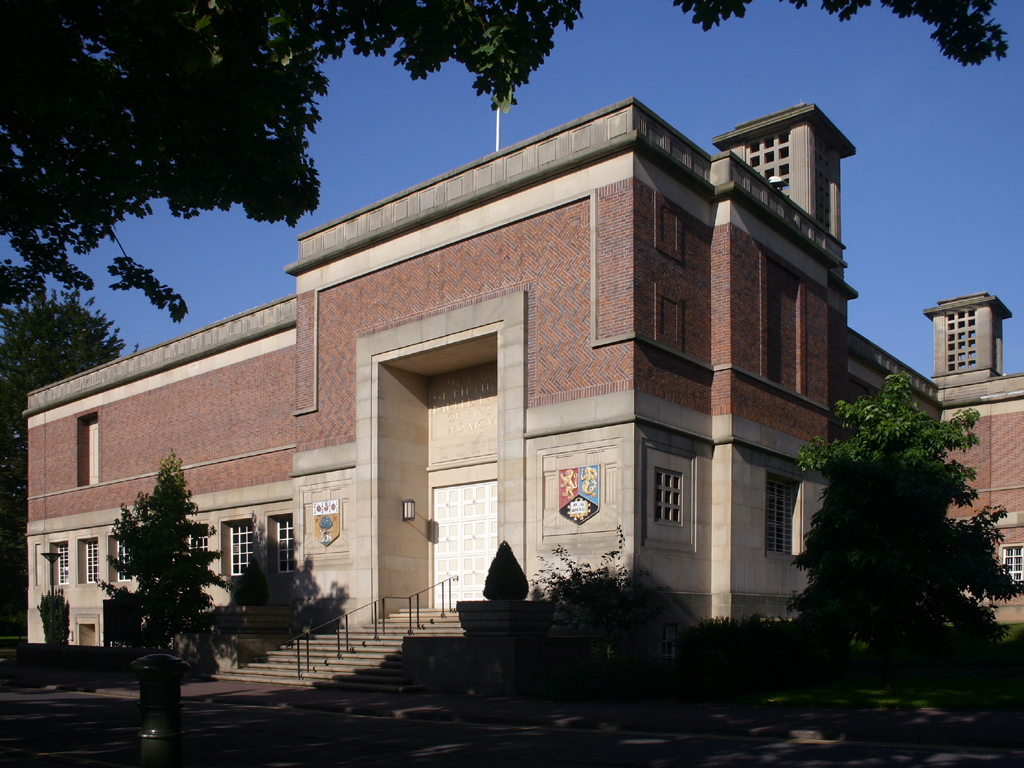
未亡人がバーミンガム大学の構内に創設した、アール・デコ調のバーバー美術館。2007年撮影。

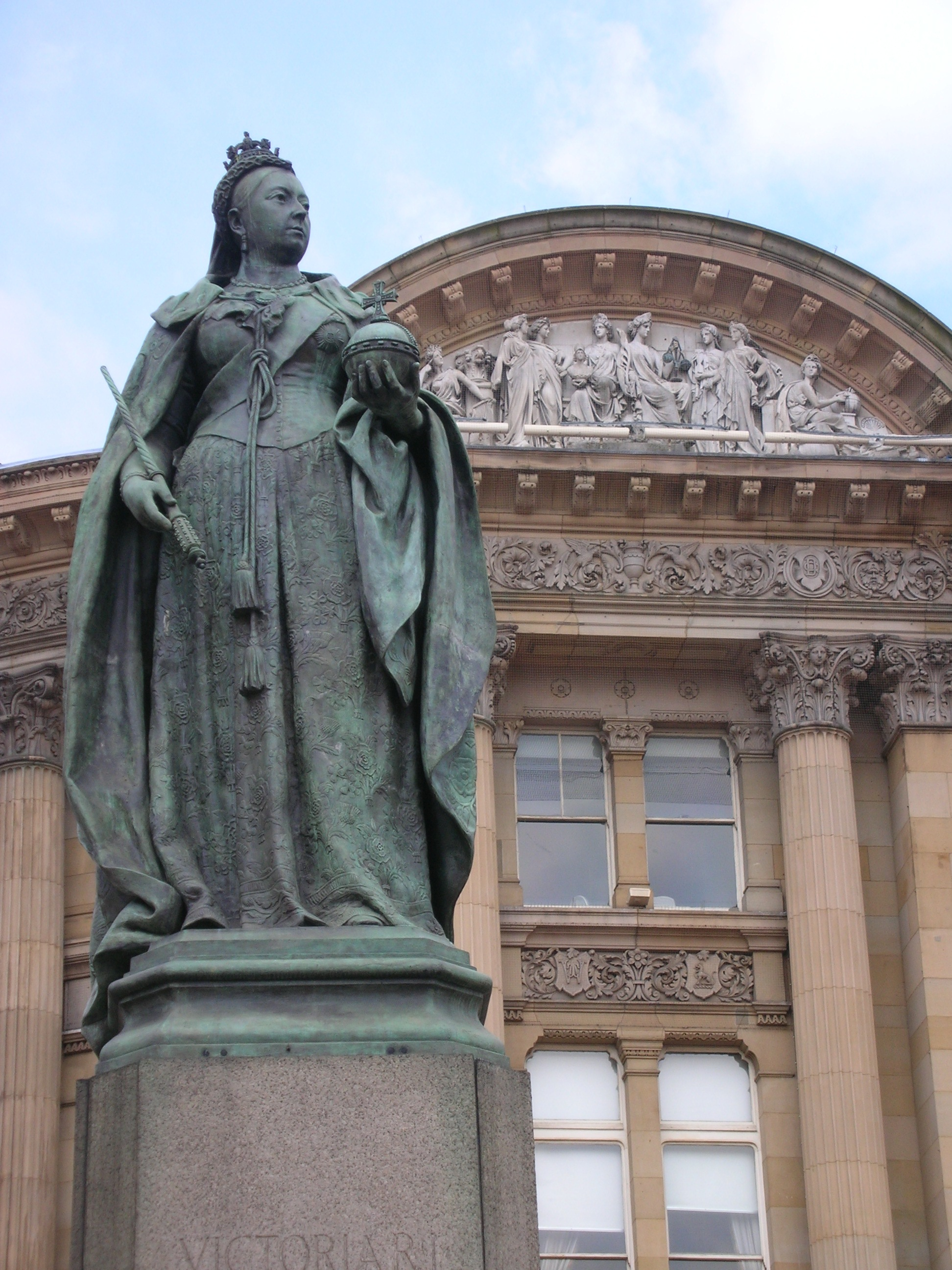
バーバーが寄贈した、バーミンガムのビクトリア広場にあるヴィクトリア女王の像。当初の大理石像は、1951年に鋳造されたブロンズ像に置き換えられている。2006年撮影。

ヘンリー・バーバー (Henry Barber) として知られた、初代準男爵サー・ウィリアム・ヘンリー・バーバー（Sir William Henry Barber, 1st Baronet、1860年11月9日 – 1927年7月2日）は、事務弁護士、不動産開発事業者として成功した富豪で、スパークブルック、ヘイ・ミルズ、アコックス・グリーン、ボーズリー・グリーン、アストンなど、スプロール現象が進んだバーミンガムの郊外で 5,000件の物件を建設し、賃貸に出して財を成した。
バーバーは、当時はスタッフォードシャー州の一部で現在はバーミンガムの一部であるハンズワースで、宝石職人の長男として生まれ、バーミンガムのジュエリー・クォーターで育った。バーバーは、長じて事務弁護士の道に進んだ。
1893年、バーバーはマーサ・コンスタンス・ハッティ・オニオンズ (Martha Constance Hattie Onions) と結婚したが、彼女はバーミンガムの鞴（ふいご）製造会社J・C・オニオンズ（J. C. Onions：後の Alldays and Onions Engineering Company）に関わるオニオンズ家のサイモン・ブルックス・オニオンズ (Simon Brookes Onions) の娘で、相続人であった。この年、新婚のふたりは、18世紀に建てられたテムズ川に臨むカラム・コートを賃借して移り住んだ。
夫妻は30代半ばで事業の現役から退いたが、バーミンガムとの結びつきは強いまま残った。
1897年には、バーミンガムのビクトリア広場にヴィクトリア女王の大理石の像を寄贈した。トーマス・ブロックがデザインしたこの像は、女王が死去する12日前であった1901年1月10日に除幕された。
1924年の首相辞任に伴う叙勲 (1924 Prime Minister's Resignation Honours) で、バーバーは「バーミンガムに対する政治的奉仕 (Political Services to Birmingham)」に功ありとしてバークシャー州カラム・コートの準男爵とされた。バーバーの死後、この準男爵位は消滅した。

## ヘンリー・バーバー財団
バーバーの死後、未亡人はバーミンガム大学の敷地内に「美術と音楽の研究と振興のため (for the study and encouragement of art and music)」バーバー美術館を創設した。バーバー夫人が継承した遺産は美術館に寄贈されて、収蔵品の拡充や、新たな建物の建設に投じられた。指定建造物 (listed building) のグレード2に指定されているロバート・アトキンソンが設計したアール・デコ調の建物は、1939年にメアリー王妃によって除幕された。